# Bellaspira hannyae
Bellaspira hannyae é uma espécie de gastrópode do gênero Bellaspira, pertencente a família Drilliidae.